# Rovarpókok
A rovarpókok vagy tevepókok (Solifugae) az ízeltlábúak törzsébe, ezen belül a pókszabásúak osztályába tartozó állatok. A fajok zöme Délkelet-Ázsiában, Afrikában és Észak-Amerikában terjedt el.

## Anatómiájuk

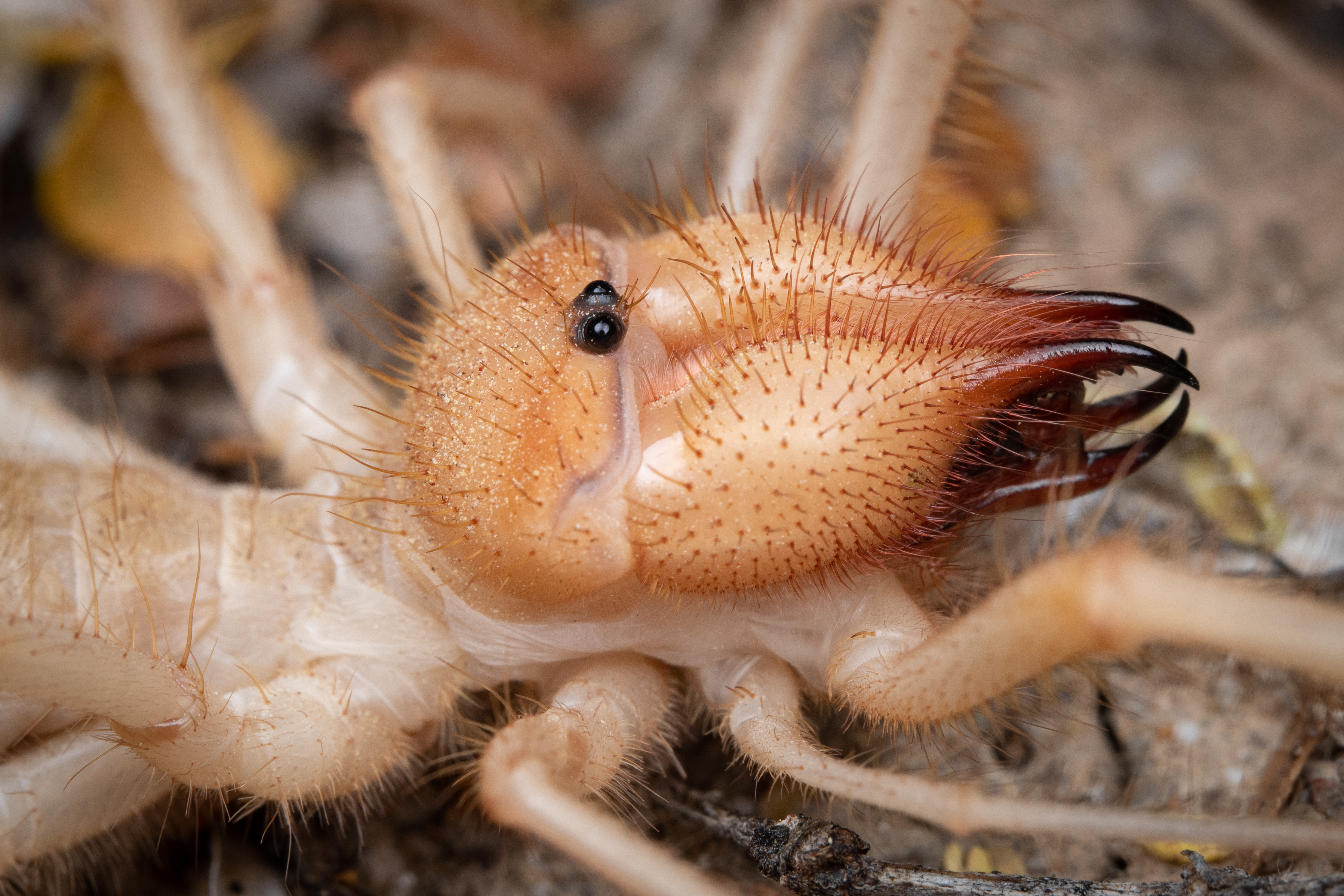
kép,melyen jól látszik a csáprágó ollózottsága, a szemek és a maxillipedek különállósága a járólábaktól

A rovarpókok külsőre emlékeztetnek mind a pókokra, mind a rovarokra. Rovarszerű megjelenésüket testük hármas tagolódásának köszönhetik. A pókokra elsősorban csáprágójuk és hosszú lábaik miatt hasonlítanak. Potrohuk 9-10 szelvényű. Testük mérete 0,4-8 cm. Színezetük a világos sárgástól a vöröses árnyalatokon át a sötétbarnáig változatos. négy pár járólábuk van. Közhiedelemmel ellentéten az első pár lábuk megvastagodott tapogatóláb (pedipalpus), amit a rajtuk található ragacsos szőrökkel és nagy erejükkel az elkapott préda lefogásához használnak. Két egyszerű szemük van, amik egyszerűségükkel ellentétében nagyon kifejlett és finom. A csáprágóik ízetlenek és végükön ollók találhatóak, amire mai tudásunk szerint ők az egyetlen példa az állatvilágban. Emellett a csáprágóik a fejük belsejében kapcsoltak, emiatt egy nagyon szabályos felváltott rágómozgást végeznek velük. A fent említett "hármas tagolás" nem minden fajra jellemző, van, ahol tényleg csak elő- és utótest található. Légcsőrendszerrel lélegeznek és a rovarokéhoz hasonló csőszívük van, mely nyílt keringési rendszert táplál.

## Életmódjuk
A rovarpókok ragadozók. Csáprágóikkal ölik meg és készítik elő a fogyasztáshoz zsákmányaikat. Karom nélküli tapogatólábuk végén kiölthető tapadószervvel rendelkeznek, mely segítségével képesek zsákmányuk elejtésére, ezenkívül a kapaszkodásban is szerepet kap. Táplálékai elsősorban kisebb rovarok, pókok, apró gyíkok, kisemlősök.
Főként éjjeli állatok, testükön sok hosszú mechanikai érzékszőr található, utolsó pár járólábukon pedig kémiai érzékszervek vannak. A nagyrészük éjjel aktív és negatív fototaxissal kerüli is a fényt a főleg száraz és meleg élőhelyükből kifolyólag.
Párzáskor a hímek spermacsomóikat a nőstény ivarnyílásába tömködik. A nőstények föld alatti járataikba, esetleg termeszjáratokba helyezik petéiket.
A rovarpókok rendkívül gyors futók. A Solpuga nemből kerülnek ki a leggyorsabb szárazföldi gerinctelenek. Bár szabálytalan mozgásuk miatt nehéz sebességüket mérni, megfigyelések szerint 16 km/h-s sebességet is elérhetnek.

## Rendszerezésük
A rovarpókok rendje 12 családot és körülbelül 1000 fajt számlál. (A családokat az oldalsó táblázat sorolja fel.)

## Legendák és tévhitek
„Amit a képen láttok, az egy éjszakai pókfajta, ami csak éjszaka jön elő, vagy ha árnyékot talál. 16 km/h-val képes mozogni, kb. 1 métert képes ugrani. Ha megharapnak, Novocaint injekcióznak beléd, amitől  azonnal elzsibbadsz. Alvás közben még azt sem veszed észre, hogy egyáltalán megharaptak, csak reggel, amikor felébredsz, akkor látod, hogy hiányzik egy darab a kezedből vagy a lábadból, mert egész éjjel rágcsálták!
Ha összetalálkozol egy ilyennel (...), a legjobb, ha elfutsz. Ugyanis ha észrevesz, azonnal elkezd majd üldözni (...) és egész idő alatt, amíg kerget, sikító hangot hallat...”
Az idézet 2004-ben kezdett terjedni az interneten, egy mellékelt képpel, mely megtévesztő lehet a tevepók méreteit illetően. A szövegnek kevés valóságalapja van, hiszen a rovarpókok sohasem támadnak maguktól emberre, hacsak nem érzik magukat fenyegetve. Habár csípésük valóban fájdalmas, nincs mérge, nem képes érzéstelenítőt fecskendezni az emberbe. Táplálékát csak apró termetű állatok képezik, melyekre inkább lesből támad, mint hosszan üldözi őket. A tevepók képtelen sikító hangok kiadására.

## Történeti áttekintés
A pókszabásúak osztálya ritkán témája az ókori állattannal foglalkozó munkáknak, ennek ellenére a legkorábbi nagy valószínűséggel rovarpókként azonosítható leírás Hérodotosznál olvasható. Igaz ő még „aranyásó hangyák”-ként említi a rend képviselőit. A rovarpókok első irodalmi megjelenéséről művelődéstörténeti összefoglaló olvasható Gátas József írásában, amely a Vallástudományi Szemle című folyóiratban jelent meg.